# Каташин (зупинний пункт)
Ката́шин — зупинний пункт (колишня залізнична станція) Шевченківської дирекції Одеської залізниці на вузькоколійній залізниці (ширина — 75 см) Гайворон — Рудниця між станціями Рудниця (31 км) та Бершадь (23 км).
Розташований у села Каташин, неподалік с. Жабокричка Чечельницького району Вінницької області.
Зупиняються приміські поїзди (з 14.10.2021 р відновлено одну пару на добу щоденно) сполученням Рудниця — Гайворон.